# Riverside (Misuri)
Riverside es una ciudad ubicada en el condado de Platte en el estado estadounidense de Misuri. En el Censo de 2010 tenía una población de 2937 habitantes y una densidad poblacional de 196,05 personas por km².

## Geografía
Riverside se encuentra ubicada en las coordenadas 39°10′20″N 94°37′57″O / 39.17222, -94.63250. Según la Oficina del Censo de los Estados Unidos, Riverside tiene una superficie total de 14.98 km², de la cual 14.27 km² corresponden a tierra firme y (4.77%) 0.71 km² es agua.

## Demografía
Según el censo de 2010, había 2937 personas residiendo en Riverside. La densidad de población era de 196,05 hab./km². De los 2937 habitantes, Riverside estaba compuesto por el 78.14% blancos, el 10.45% eran afroamericanos, el 1.16% eran amerindios, el 3.03% eran asiáticos, el 0.58% eran isleños del Pacífico, el 3.47% eran de otras razas y el 3.17% pertenecían a dos o más razas. Del total de la población el 8.55% eran hispanos o latinos de cualquier raza.